# Harry’s Law
Harry’s Law ist eine US-amerikanische Justizserie von David E. Kelley. Sie handelt von einer Anwältin, die nach ihrer Kündigung eine eigene Kanzlei eröffnet und mit ihren Partnern Fälle jeder Art vor Gericht verhandelt. Ihre Erstausstrahlung hatte die Serie am 17. Januar 2011 auf dem US-amerikanischen Sender NBC, während die deutschsprachige Erstausstrahlung am 5. Juli 2012 bei Sat.1 stattfand.
Im Mai 2012 wurde Harry’s Law nach insgesamt zwei Staffeln von NBC abgesetzt.

## Handlung
Die Serie spielt nicht wie die anderen Serien von David E. Kelley in Boston, sondern in Cincinnati im Bundesstaat Ohio.
Harriet „Harry“ Korn, eine ältere, engagierte und (wirtschaftlich) erfolgreiche Anwältin für Patentrecht, macht sich nach ihrer Kündigung als Angestellte einer Kanzlei als Strafverteidigerin selbständig. Ihr Büro eröffnet sie zusammen mit ihrem Partner Adam Branch in einem Schuhgeschäft, das ihre Assistentin Jenna Backstrom führt. Unterstützt werden sie bei ihrer Arbeit auch oft von einem reichen Anwalt namens Thomas „Tommy“ Jefferson.
In Staffel zwei wird über dem Schuhgeschäft ein größeres Büro frei, das Harry sich mit Tommy Jefferson teilt. Harrys Assistentin Jenna führt währenddessen das Schuhgeschäft weiter. Mit in Harrys Team sind jetzt auch Cassie Reynolds und ein ehemaliger Kollege von Harry, Oliver Richard. Zusammen verhandeln sie weiterhin Strafsachen vor Gericht.

## Figuren
Harry Korn
Harriet Korn, die Harry genannt wird, wurde in ihrer alten Kanzlei entlassen und hat sich deswegen eine eigene Anwaltskanzlei aufgebaut. Harry wird vor Gericht oft überheblich, sodass sie auch mal wegen Missachtung des Gerichts kurze Zeit hinter Gitter kommt.
Adam Branch
Adam Branch ist ein junger Anwalt und arbeitet mit Harry in deren Kanzlei. Er verliebt sich, während er einen Mandanten vertritt, in dessen Tochter. Er träumt davon einmal Partner zu werden, wird aber von Harry aufgrund seines noch jungen Alters zunächst vertröstet.
Jenna Backstrom
Jenna Backstrom ist die Assistentin von Harry und leitet das Schuhgeschäft, welches sich in der Kanzlei befindet. Dadurch, dass der Vorbesitzer viele Schuhbestände zurückgelassen hat, hat sich Jenna überlegt, dies als zusätzliche Einnahmequelle zu nutzen. Sie kommt am Ende der ersten Staffel mit Malcolm zusammen. Im Laufe der 2. Staffel verlässt sie das Schuhgeschäft und wechselt zu einem neuen Job nach New York.
Malcolm Davies
Malcolm Davies ist kein Anwalt, aber hilft in der Kanzlei aus. Zusammen mit dem Anwalt Tommy Jefferson unterstützt er eine Klientin, die die Fastfood-Industrie verklagen will. Er kommt am Ende der ersten Staffel mit Jenna zusammen, nachdem sich beide geküsst haben.
Cassie Reynolds
Cassie kommt in Harrys Team, nachdem die Kanzlei vergrößert wurde. Sie übernimmt oft Recherchearbeiten.
Tommy Jefferson
Tommy ist ein berühmter Anwalt, der sogar schon Kontakte zu ehemaligen Präsidenten der USA hatte. Er arbeitet oft mit Harry zusammen oder unterstützt sie in ihren Fällen. Tommy möchte immer im Mittelpunkte von allem stehen, was ihm aber nicht immer gelingt. Zu Beginn der 2. Staffel legen er und Harry ihre Kanzleien zusammen und teilen sich die neuen Büroräume über dem Schuhgeschäft.
Oliver Richard
Oliver ist ein ehemaliger Freund und Kollege von Harry und kommt ebenfalls, wie Cassie, nach der Vergrößerung in Harrys Kanzlei. Er bringt zu Beginn seiner Ankunft in der Kanzlei einen großen Mordfall mit, den er mit Harry vor Gericht verhandelt.

## Besetzung

### Hauptdarsteller

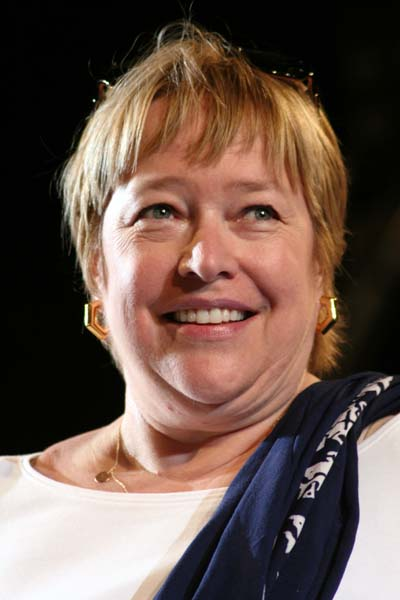
Kathy Bates (2006)
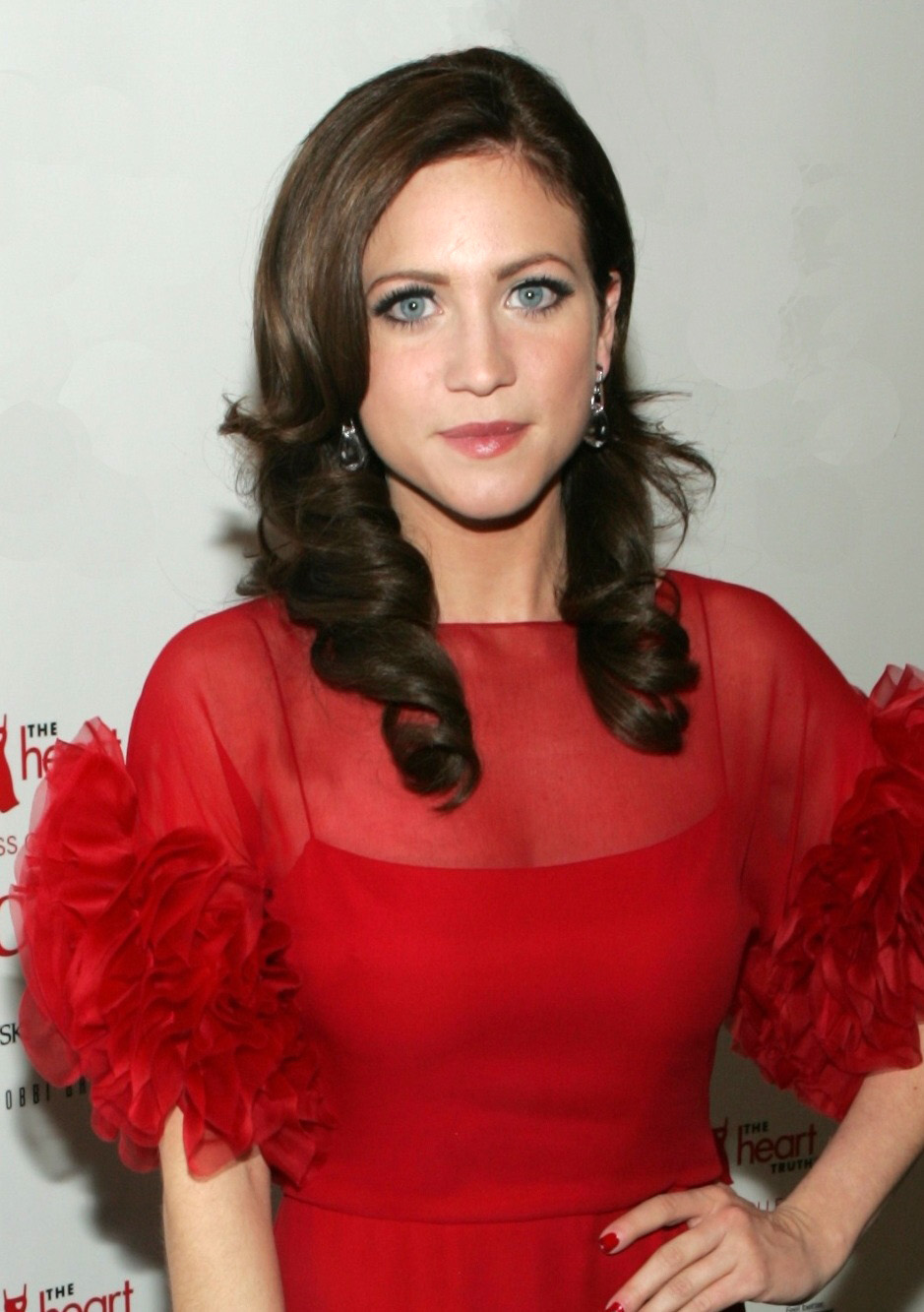
Brittany Snow (2009)
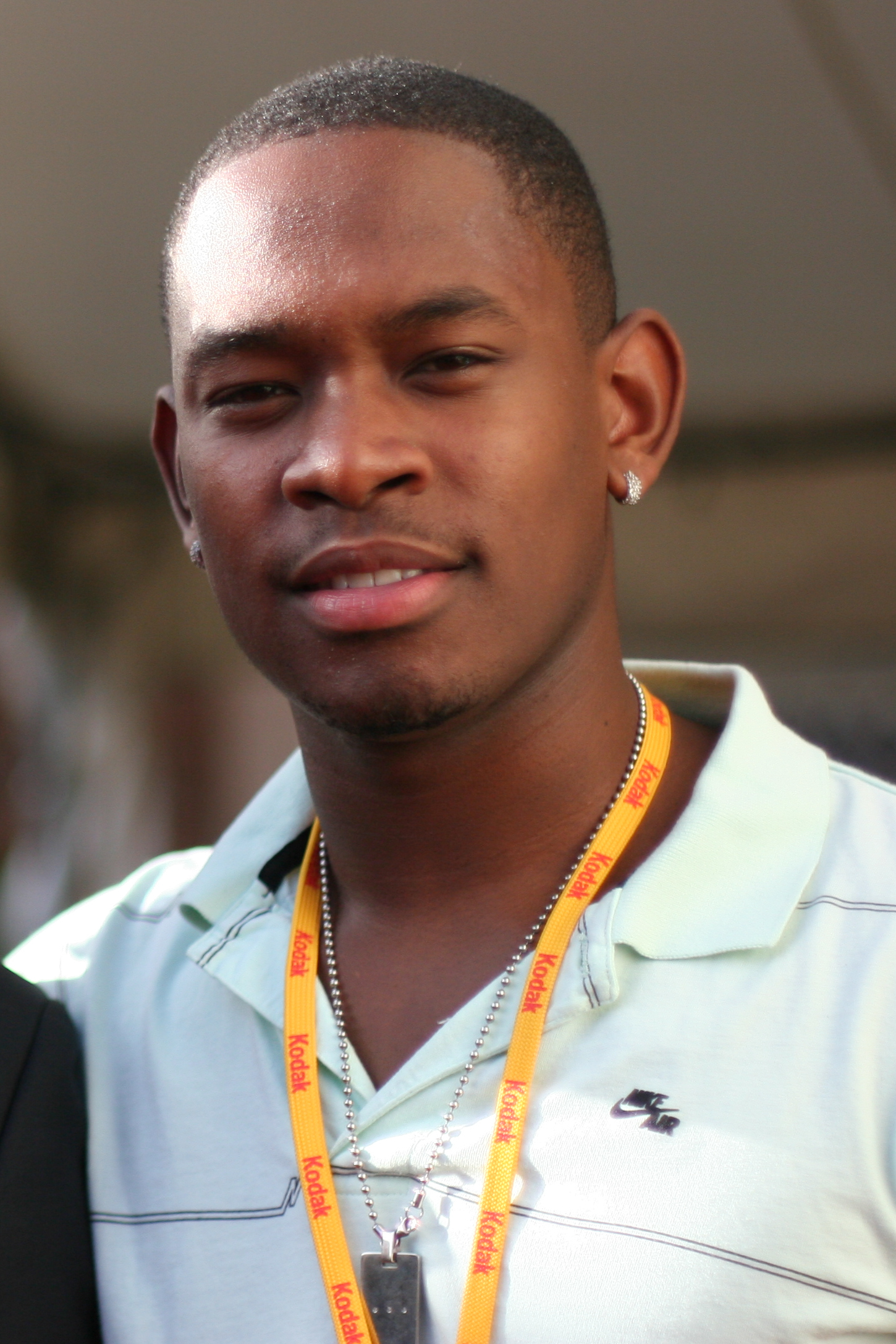
Aml Ameen (2006)
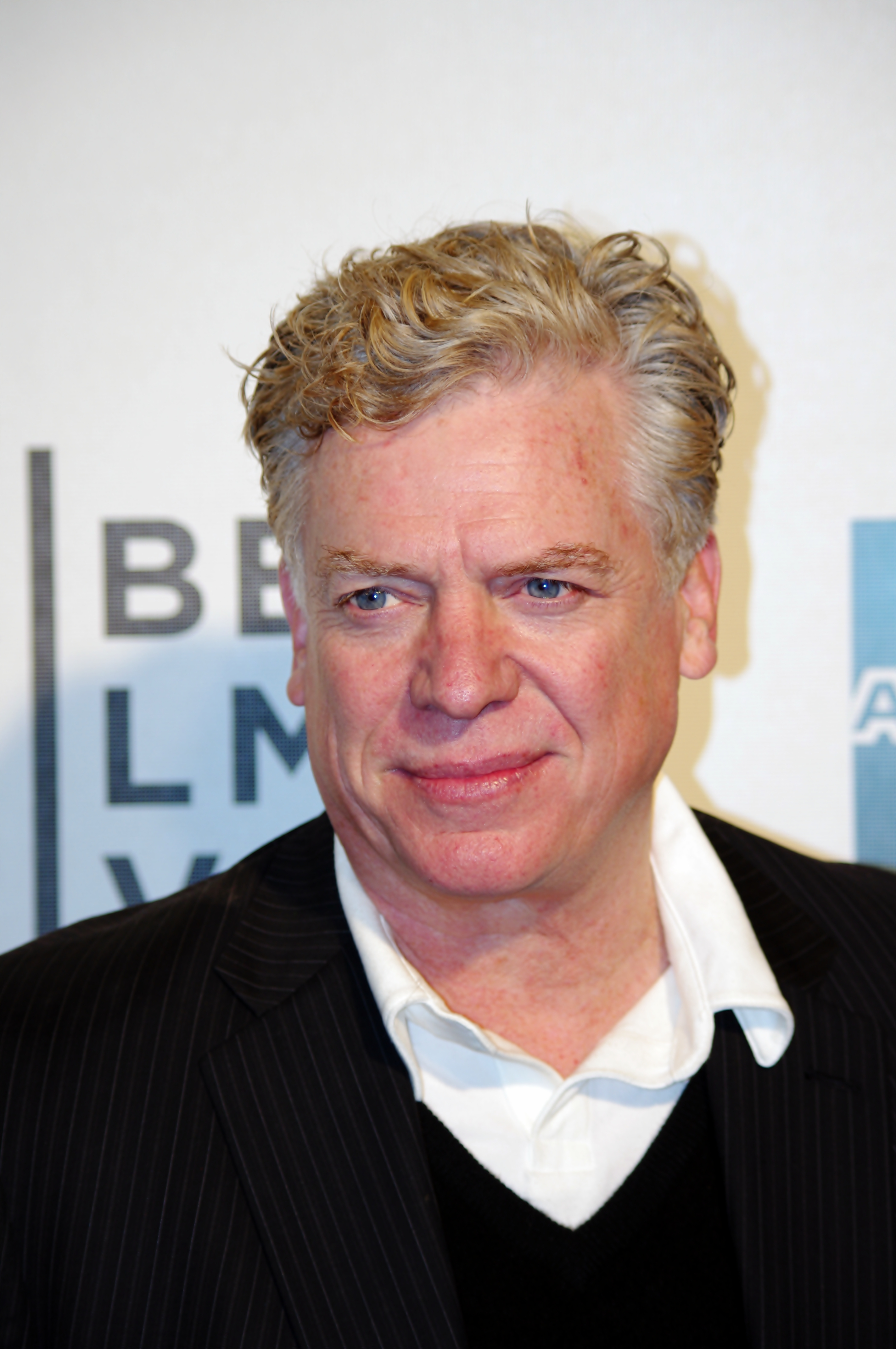
Christopher McDonald (2011)
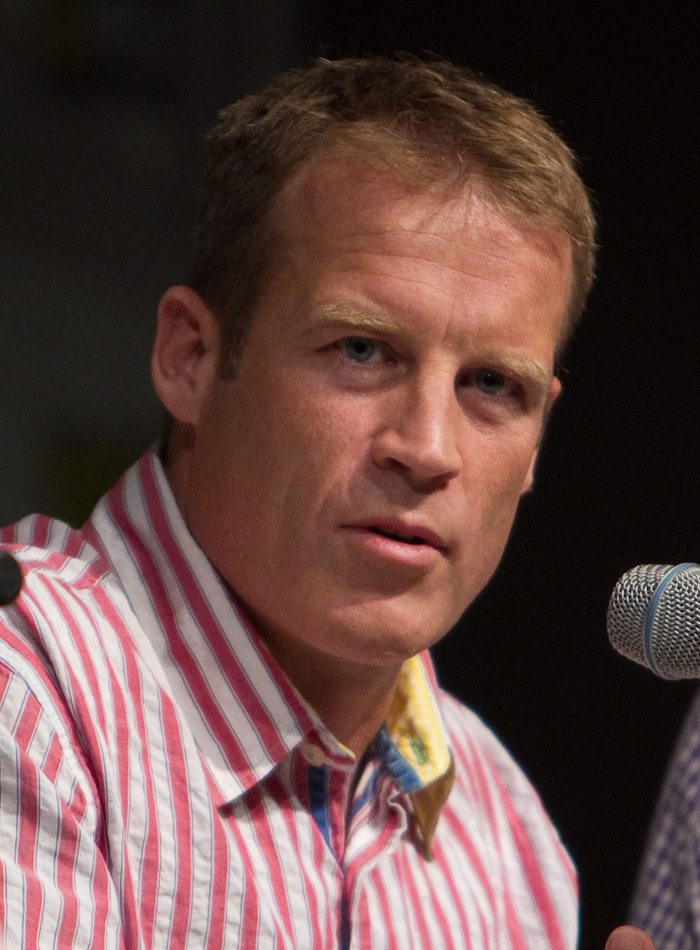
Mark Valley (2010)

| Rollenname               | Schauspieler         | Hauptrolle (Staffeln) | Hauptrolle (Episoden) | Nebenrolle (Staffeln) | Nebenrolle (Episoden) | Synchronsprecher  |
| ------------------------ | -------------------- | --------------------- | --------------------- | --------------------- | --------------------- | ----------------- |
| Harriet „Harry“ Korn     | Kathy Bates          | 1–2                   | 1–34                  |                       |                       | Regina Lemnitz    |
| Adam Branch              | Nate Corddry         | 1–2                   | 1–34                  |                       |                       | Tommy Morgenstern |
| Jenna Backstrom          | Brittany Snow        | 1                     | 1–12                  | 2                     | 13–16                 | Maria Koschny     |
| Malcolm Davies           | Aml Ameen            | 1                     | 1–12                  | 2                     | 32, 34                | Robin Kahnmeyer   |
| Cassie Reynolds          | Karen Olivo          | 2                     | 13–34                 |                       |                       | Wicki Kalaitzi    |
| Thomas „Tommy“ Jefferson | Christopher McDonald | 2                     | 13–34                 | 1                     | 2–12                  | Hans-Jürgen Wolf  |
| Oliver „Olli“ Richard    | Mark Valley          | 2                     | 13–34                 |                       |                       | Torsten Michaelis |
| Phoebe Blake             | Justine Lupe         | 2                     | 28–34                 | 2                     | 27                    | Anne Helm         |

### Gast- und Nebendarsteller
Zu den wichtigen Gast- und Nebendarstellern mit Auftritten in mehr als einer Episode zählen:
| Staffel 1: - Johnny Ray Gill als Damien Winslow (10 Folgen) - Jordana Spiro als Rachael Miller (7 Folgen) - Amy Aquino als Richterin Marilyn Coulis (5 Folgen) | Staffel 1+2: - Irene Keng als Chunhua Lao (18 Folgen) - Dana Sorman als Lisa Swartz (11 Folgen) - Paul McCrane als Josh Peyton (7 Folgen) - Derek Webster als Richter Avery Beckland (7 Folgen) - Kaidy Kuna als Fung Lao (5 Folgen) - Camryn Manheim als Kim Mendelsohn (5 Folgen) - Tracie Thoms als Kathryn Kepler (4 Folgen) | Staffel 2: - Jean Smart als Roseanna Remmick (7 Folgen) - Matt Servitto als Richter Lucas Kirkland (7 Folgen) - Christian Clemenson als Sam Berman (5 Folgen) - Alfred Molina als Eric Sanders (3 Folgen) - Marianne Jean-Baptiste als Patricia Seabrook (2 Folgen) - Jason Kravits als Staatsanwalt Odom (2 Folgen) |

## Produktion
Am 14. Mai 2010 gab NBC offiziell bekannt, dass die Pilotfolge in Serie geschickt wird. Harry’s Law war die erste Serie von David E. Kelley, die nicht bei 20th Century Fox produziert wurde, sondern bei Warner Bros.
Für die erste Staffel wurden zunächst 13 Episoden bestellt. Die originale Pilotfolge wird dabei nicht ausgestrahlt, sodass die erste Staffel nur auf 12 Episoden kommt.
Für die zweite Staffel bestellte der Sender NBC zunächst 13 Episoden. Am 11. Oktober wurde bekannt, dass sechs weitere Drehbücher bestellt wurden, was aber noch nicht bedeutete, dass diese in Episoden umgesetzt werden. Am 12. November 2011 wurde bekannt, dass Harry’s Law zur Midseason zum Sonntag wechseln würde. Im Januar 2012 orderte NBC schließlich für die zweite Staffel neun weitere Episoden, wodurch diese auf die übliche Staffellänge von 22 Episoden kommt. Trotz des großen Erfolges, den die Serie beim Gesamtpublikum hatte und somit meistgesehene Serie bei NBC war, kam man in der Zielgruppe auf sehr schlechte Werte. Deshalb entschied man sich am 11. Mai 2012 dagegen, der Serie eine weitere Staffel zu geben.

## Ausstrahlung und Reichweite
Vereinigte Staaten & Kanada
Die erste Folge wurde am 17. Januar 2011 auf dem US-amerikanischen Sender NBC ausgestrahlt. Diese erreichte eine Einschaltquote von 11,07 Millionen Zuschauer. Bis zum 4. April 2011 wurden alle Folgen der ersten Staffel gesendet. Im Durchschnitt verfolgten 11,65 Millionen US-Amerikaner die erste Staffel, wodurch sie auf Rang 28 unter allen ausgestrahlten Serien in dieser Staffel kam. Die zweite Staffel hatte am 21. September 2011 bei NBC Premiere und wurde nach 22 ausgestrahlten Episoden am 27. Mai 2012 beendet. Mit 8,92 Millionen Zuschauer im Durchschnitt waren die Einschaltquoten der zweiten Staffel stark zurückgegangen, sodass sie Rang 52 damit erreichte.
In Kanada wurde die erste Staffel zeitgleich zur US-amerikanischen Ausstrahlung gezeigt. Die erste Hälfte der zweiten Staffel wurde ebenfalls zeitgleich gezeigt. Ab dem 9. März 2012 wurden immer zwei Tage vor der US-amerikanischen Ausstrahlung neue Folgen gezeigt.
Deutschland
In Deutschland strahlte Sat.1 die erste Staffel seit dem 5. Juli 2012 aus. Im Durchschnitt wurde die erste Staffel von 0,54 Millionen Zuschauern in der werberelevanten Zielgruppe (9,3 Prozent) und 1,08 Millionen Zuschauern (8,4 Prozent) beim Gesamtpublikum. Die zweite Staffel wurde direkt im Anschluss an die erste Staffel ab dem 27. September 2012 ausgestrahlt, jedoch wegen schlechter Einschaltquoten nach drei gezeigten Episoden vorzeitig aus dem Programm genommen. Kabel eins setzte die zweite Staffel seit Juni 2013 im Nachtprogramm fort.
International
Harry’s Law wurde ab 2011 auch in Griechenland, Großbritannien, Neuseeland und in Japan ausgestrahlt, seit 2012 auch in Australien, Belgien und in Italien.

## Trivia
Jason Kravits, Camryn Manheim und Steve Harris aus der Serie Practice – Die Anwälte spielen ebenso wie Mark Valley und Christian Clemenson aus Boston Legal in Harry's Law mit. Beide Serien stammen ebenfalls von David E. Kelley.
In der Episode "Der letzte Tanz" singt Paul McCrane "Is it OK If I Call You Mine", seinen selbst komponierten Song aus dem Musical Fame.